# ГЕС Nínglǎng
ГЕС Nínglǎng (宁朗水电站) — гідроелектростанція у центральній частині Китаю в провінції Сичуань. Знаходячись між ГЕС Xīncáng (вище по течії) та ГЕС Sāduō, входить до складу каскаду на річці Shuiluo, лівій притоці Дзинші (верхня течія Янцзи). В майбутньому між станціями Xīncáng та Nínglǎng планують спорудити ще одну ГЕС Bówǎ.
В межах проєкту річку перекрили бетонною греблею висотою 28 метрів, яка утримує невелике водосховище з об'ємом 1739 тис. м3 (корисний об'єм 1109 тис. м3) та нормальним рівнем поверхні на позначці 1856 метрів НРМ.
Зі сховища ресурс транспортується через прокладений у лівобережному гірському масиві дериваційний тунель довжиною 5,1 км, шириною від 7 до 7,4 метра та висотою від 8,1 до 8,6 метра. Він переходить у напірний водовід довжиною 0,26 км з діаметром 6 метрів, який у підсумку розгалужується на три короткі водоводи діаметром по 3,6 метра. В системі також працює вирівнювальний резервуар висотою 68 метрів з діаметром до 21 метра.
Основне обладнання станції становлять три турбіни типу Френсіс потужністю по 38 МВт, які використовують напір у 81 метр та забезпечують виробництво 477 млн кВт-год електроенергії на рік.